# Gilbertiodendron barbulatum
Gilbertiodendron barbulatum là một loài thực vật có hoa trong họ Đậu. Loài này được (Pellegr.) J.Leonard miêu tả khoa học đầu tiên.